# فرودگاه بین‌المللی گرند باهاما
فرودگاه بین‌المللی گرند باهاما (به انگلیسی: Grand Bahama International Airport) یک فرودگاه همگانی با کد یاتا FPO است که یک باند فرود آسفالت دارد و طول باند آن ۳۳۵۹ متر است. این فرودگاه در کشور ایالات متحده آمریکا قرار دارد.

## شرکت‌های هواپیمایی و مقصدهای پروازی
| شرکت‌های هواپیمایی                                  | مقصدهای پروازی                                               |
| -------------------------------------------------- | ------------------------------------------------------------ |
| امریکن ایرلاینز                                    | شارلوت داگلاس                                                |
| امریکن ایگل                                        | شارلوت داگلاس، میامی فصلی: فیلادلفیا                         |
| Bahamasair                                         | فورت لادردیل–هالیوود، لیندن پیندلینگ فصلی: اورلاندو          |
| دلتا ایرلاینز                                      | هارتسفیلد-جکسون آتلانتا                                      |
| دلتا کانکشن                                        | فصلی: هارتسفیلد-جکسون آتلانتا                                |
| Flamingo Air                                       | مارش هاربر، سوت بیمینی                                       |
| Meregrass, Inc. اجرا توسط iJet and Wildcat touring | فورت لادردیل–هالیوود                                         |
| سیلور ایرویز                                       | فورت لادردیل–هالیوود، اورلاندو                               |
| SkyBahamas Airlines                                | فورت لادردیل–هالیوود، لیندن پیندلینگ، مارش هاربر، سوت بیمینی |
| سان‌وینگ ایرلاینز                                   | مونترآل-پییر الیوت ترودو، پیرسون تورنتو                      |
| Western Air                                        | لیندن پیندلینگ، سوت بیمینی                                   |